# 呉市立坪内小学校
呉市立坪内小学校（、英称:Kure City Munipical Tsubonouchi Elementary School）は、広島県呉市宮原に存在する公立小学校である。

## 学区

### 通学区域
宮原8丁目から13丁目まで，船見町，坪ノ内町，警固屋1丁目（1番から3番まで，17番），昭和町（2番から9番まで）